# Renzo Foa
Renzo Foa (Torino, 10 marzo 1946 – Roma, 9 giugno 2009) è stato un giornalista italiano.

## Biografia
Nato in una famiglia piemontese di religione ebraica, figlio del politico e sindacalista Vittorio Foa, anch'egli giornalista, ha iniziato la carriera professionale nelle testate politiche di centro-sinistra, giungendo a divenire direttore de l'Unità dal 1990 al 1992 (dopo Massimo D'Alema) e di Paese Sera dal 1993 al 1994.
In seguito ha mutato il suo orizzonte ideale, orientandosi verso il liberalismo e convertendosi al cattolicesimo. Negli anni novanta ha iniziato a collaborare come editorialista al quotidiano il Giornale.
Dal 2008 alla morte è stato direttore del quotidiano Cronache di Liberal legato alla Fondazione Liberal.
È stato membro del comitato per l'attuazione della legge Biagi, segretario dell'International Institute of Communication, componente della Fondazione Italia USA e del centro studi Eurispes.

## Opere
- Il decennio sprecato. Ma è davvero impossibile cambiare l'Italia?, Fondazione Liberal, 2005
- In cattiva compagnia. Viaggio tra i ribelli al conformismo, Fondazione Liberal, 2007
- Noi europei. Un dialogo tra padre e figlio, con Vittorio Foa, Fondazione Liberal, 2008
- Ho visto morire il comunismo, Marsilio, 2010